# Gelis davidsonii
Gelis davidsonii är en stekelart som först beskrevs av William Harris Ashmead 1896.  Gelis davidsonii ingår i släktet Gelis och familjen brokparasitsteklar. Inga underarter finns listade i Catalogue of Life.